# Великая океанская дорога

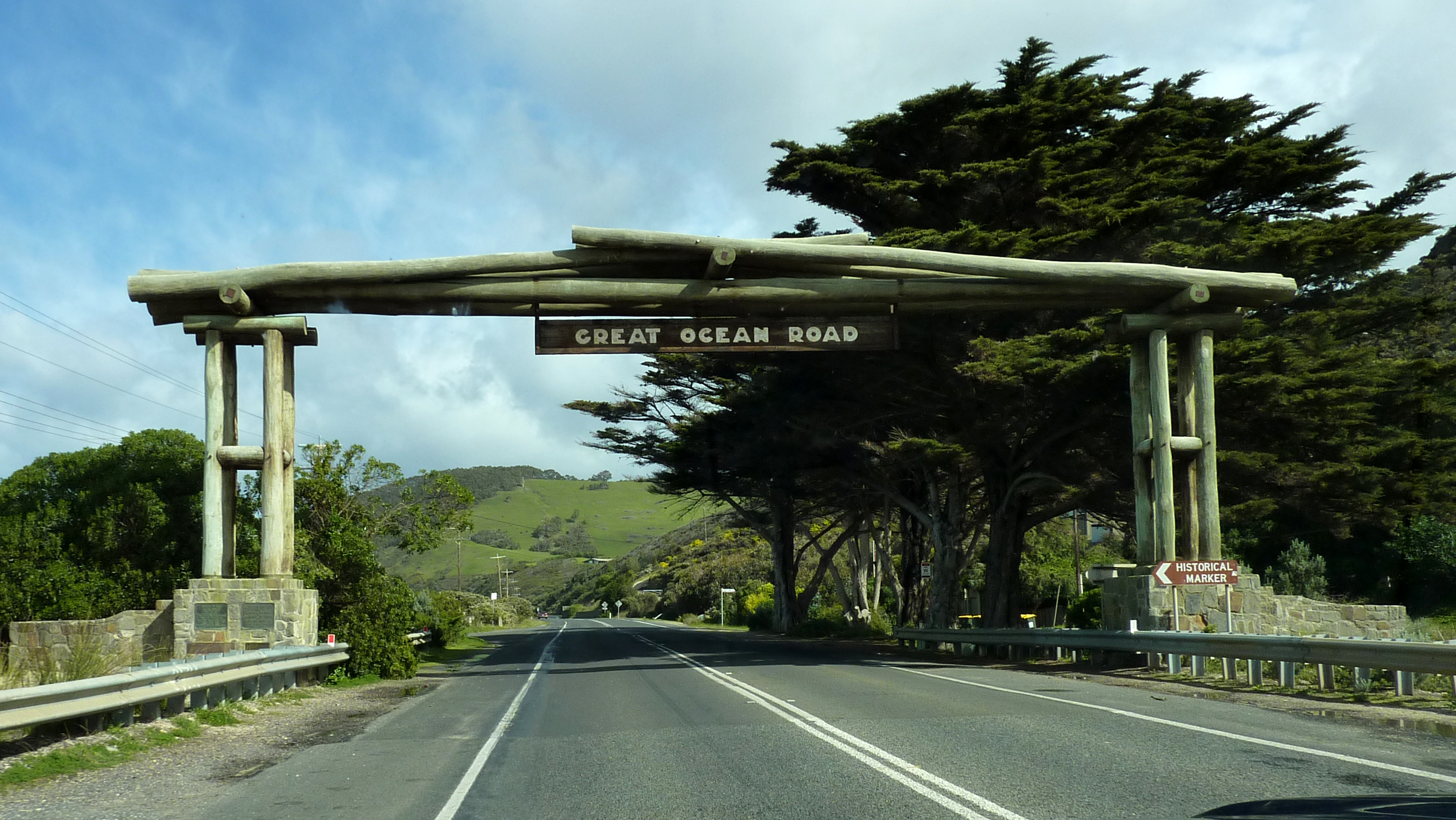
Начало Дороги

Великая океанская дорога (англ. Great Ocean Road) — туристическая достопримечательность в австралийском штате Виктория.

## Описание
Великая океанская дорога (официальное название — B100) длиной 243 километра проходит вдоль тихоокеанского побережья штата Виктория. Начинается в городе Торкуэй (Torquay) — 38°20′15″ ю. ш. 144°19′00″ в. д., — заканчивается у города Аллансфорд (Allansford) — 38°23′04″ ю. ш. 142°37′21″ в. д.. В основном Дорога проходит по побережью, но также имеются изгибы вглубь материка, где она проходит через виноградники и дождевой лес. Имеет две полосы для движения (по одной в каждом направлении), ограничение скорости — 80 км/ч. С 2005 года 45-километровый участок от Лорна до Аполло-Бэй раз в году используется для проведения марафона.

## История

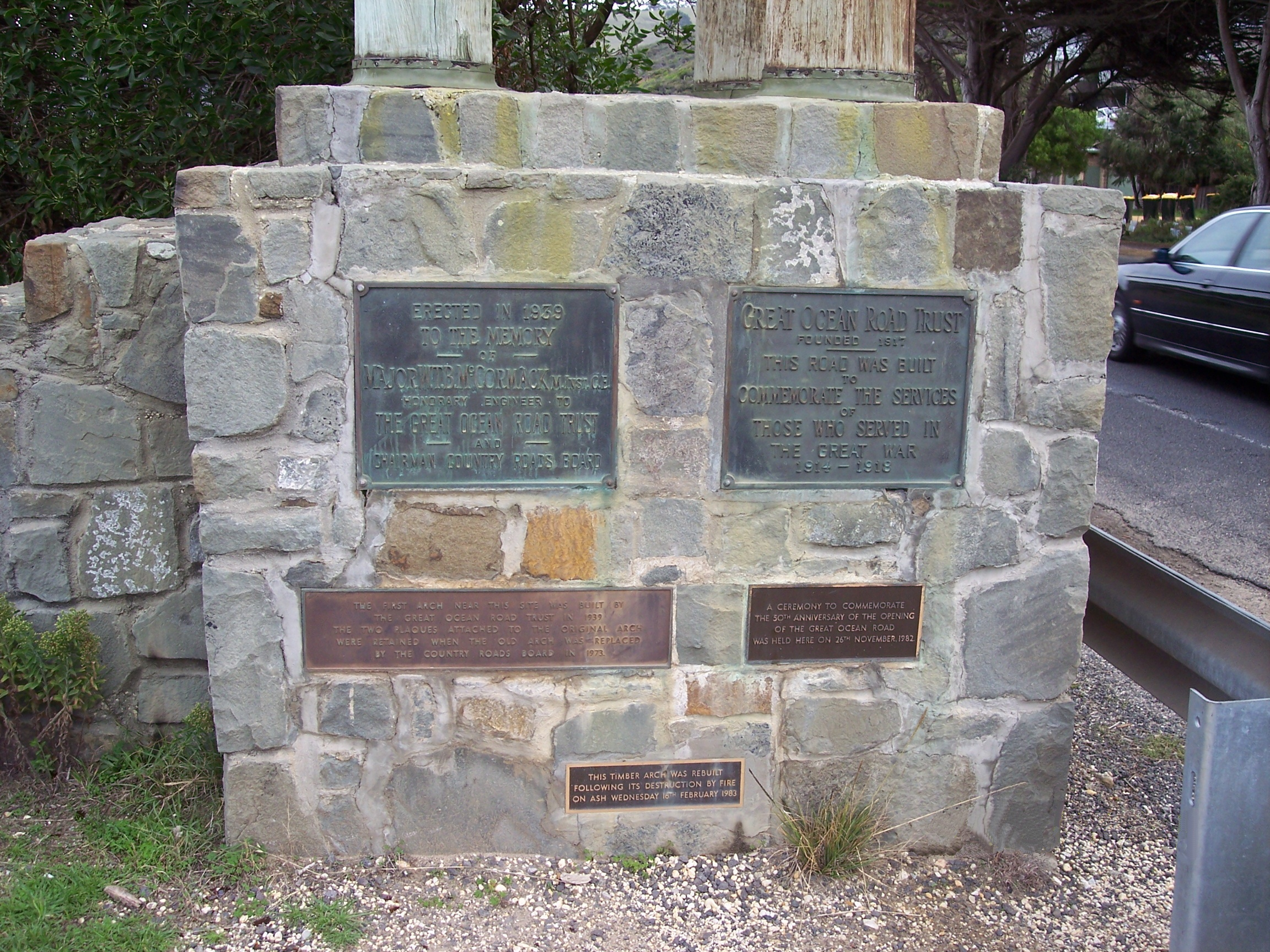
Монумент строителям Дороги, воздвигнут в 1939 году.

Постройка Великой океанской дороги началась 19 сентября 1919 года, сразу после возвращения с войны австралийских солдат. Именно эти три тысячи человек и занялись этим, работая пять с половиной дней в неделю, получая за работу 10 шиллингов и 6 пенсов за восемь часов, при этом питание стоило 10 шиллингов в неделю. Эта дорога задумывалась как воинский мемориал жертвам Первой мировой войны, и одновременно должна была связать отдалённые населённые пункты побережья, облегчить транспортировку пиломатериалов и привлечь туристов.
По расчётам, Дорога должна была строиться со скоростью 3 километра в месяц, при её строительстве практически не использовалась строительная техника, большинство работ выполнялось с помощью кирок, лопат, взрывчатки и тележек. Несколько рабочих при проведении работ погибли, особо сложными были участки на обрывистых скальных участках. Несмотря на это в лагерях строителей были пианино, граммофоны, свежие газеты и журналы. В 1924 году на рифы, находящиеся неподалёку от строящейся очереди дороги, сел пароход «Казино», перевозивший 500 бочек пива и 120 питьевого спирта. Рабочие-солдаты «спасли» груз, в результате чего работы незапланированно остановились на две недели.
Первый участок дороги был открыт 18 марта 1922 года, но вскоре снова закрылся для проведения дальнейших работ. Затраты на постройку компенсировались взиманием платы за проезд: 2 шиллинга с автомобиля, 10 шиллингов с повозок, ведомых более, чем двумя лошадьми. После того как Дорога окупилась полностью, 2 октября 1936 года она была передана в дар государству, проезд по Дороге стал бесплатным.
Грандиозная стройка была закончена 26 ноября 1932 года, и почти сразу же Дорога получила признание как крупнейший в мире воинский мемориал. Организатор и вдохновитель постройки, Говард Хичкок (англ. Howard Hitchcock), скончался за три месяца до торжественного открытия.
В 1960 году часть дороги у Принстауна была смыта штормом в океан; у Лорна дорогу дважды разрушали оползни, в 1964 и 1971 годах. В 1962 и 1964 годах дорога закрывалась в связи с природными пожарами. В январе 2011 года на дорогу обрушились нависающие над ней скалы.
В 1962 году организацией Tourist Development Authority Великая океанская дорога была признана «самой живописной дорогой в мире». Несмотря на некоторые улучшения Дороги, связанные с повышением её безопасности, многие её участки до сих пор считаются весьма опасными для водителей, например, известно, что в 1966 году местные полицейские (англ. Victoria Police) использовали её для тренировок своих сотрудников.
В 2004 году вдоль Дороги был открыт пеший маршрут англ. Great Ocean Walk длиной 104 километра.
В 2011 году Великая океанская дорога была добавлена в Реестр национального австралийского наследия (англ. Australian National Heritage List).

## Вехи Дороги
Населённые пункты (с востока на запад)
Торкуэй (Torquay) → Энглси (Anglesea) → Эйрис-Инлет (англ. Aireys Inlet) → Лорн (Lorne) → Уай-Ривер (Wye River) → Кеннет-Ривер (Kennett River) → Аполло-Бэй (англ. Apollo Bay) → Лаверс-Хилл (англ. Lavers Hill) → Порт-Кэмпбелл (англ. Port Campbell) → Питерборо (Peterborough)
Достопримечательности
- Берег кораблекрушений (англ. Shipwreck Coast)
  - Национальный парк Порт-Кэмпбелл
    - Двенадцать апостолов
    - Хребет Лок-Ард (англ. Loch Ard Gorge)
    - Те-Гротто (The Grotto)
    - Лондонская арка

## Галерея

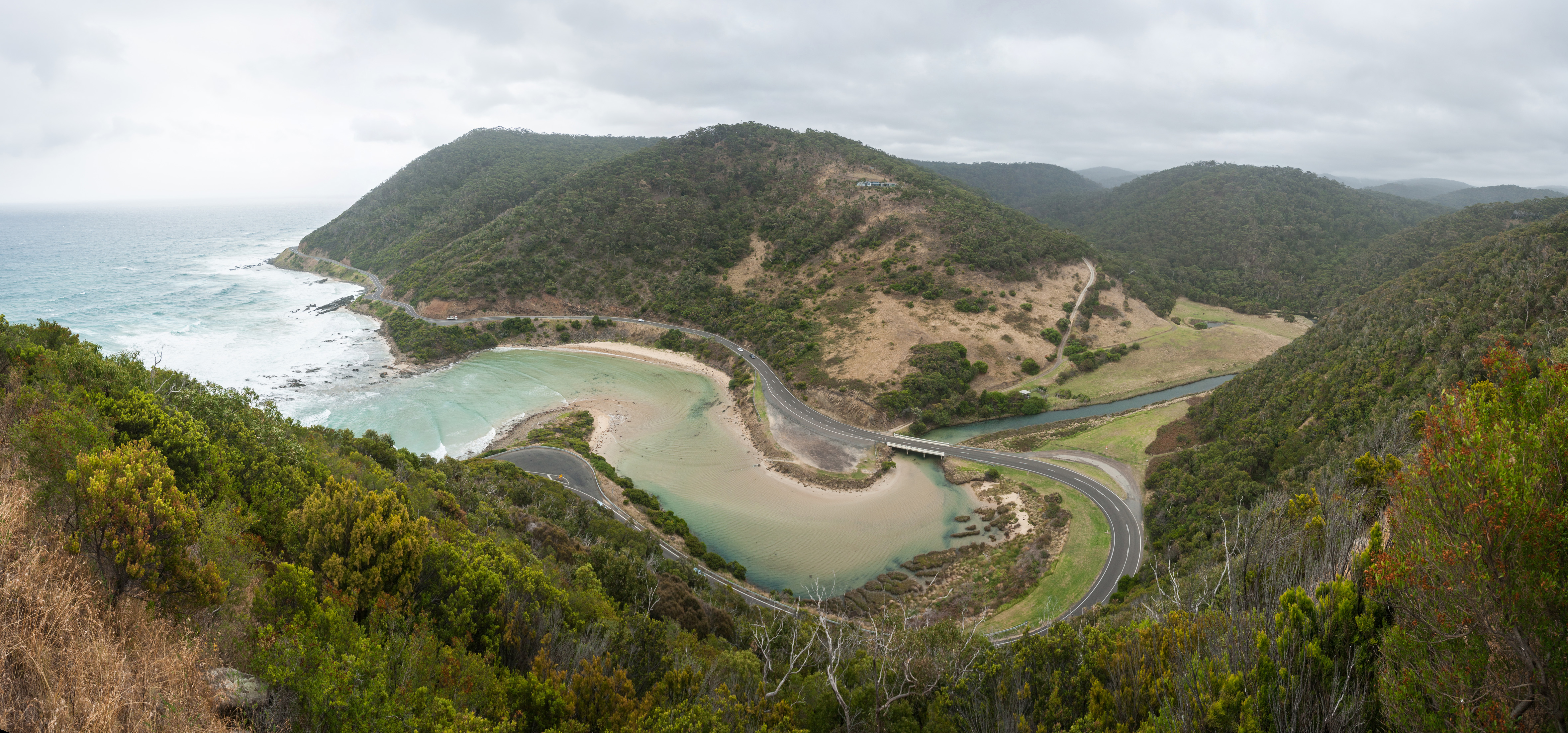
К югу от Лорна
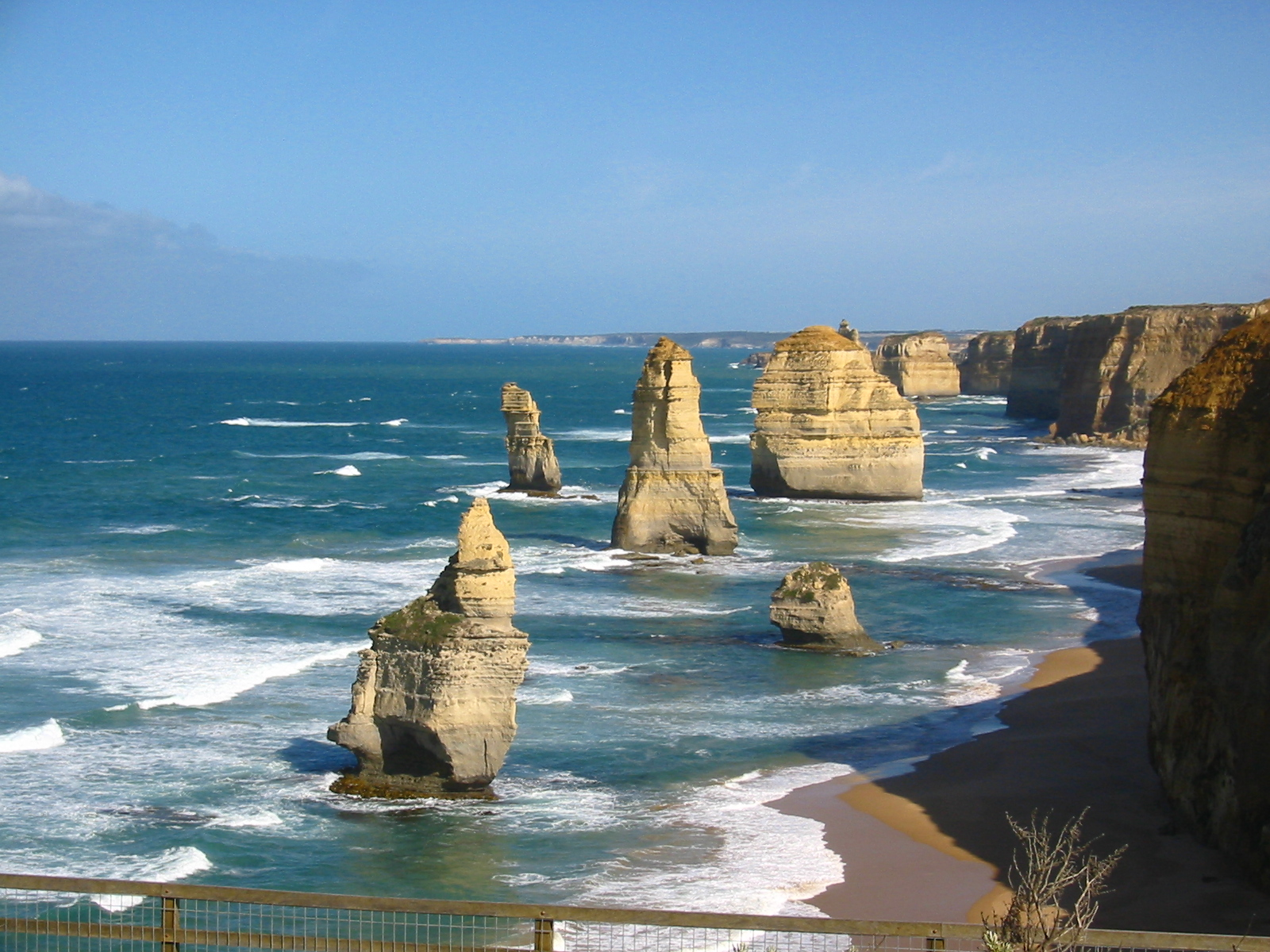
Двенадцать апостолов
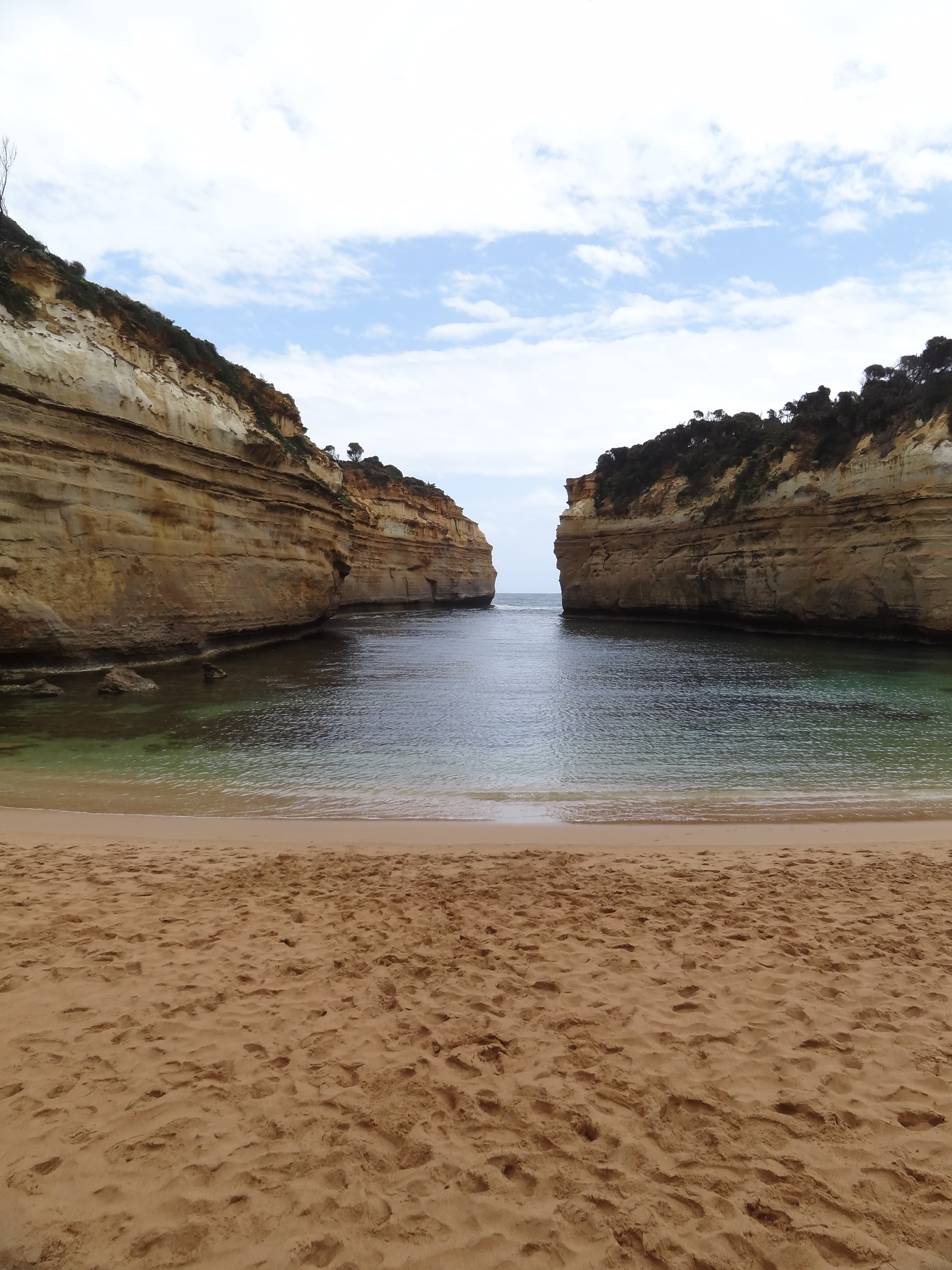
Хребет Лок-Ард
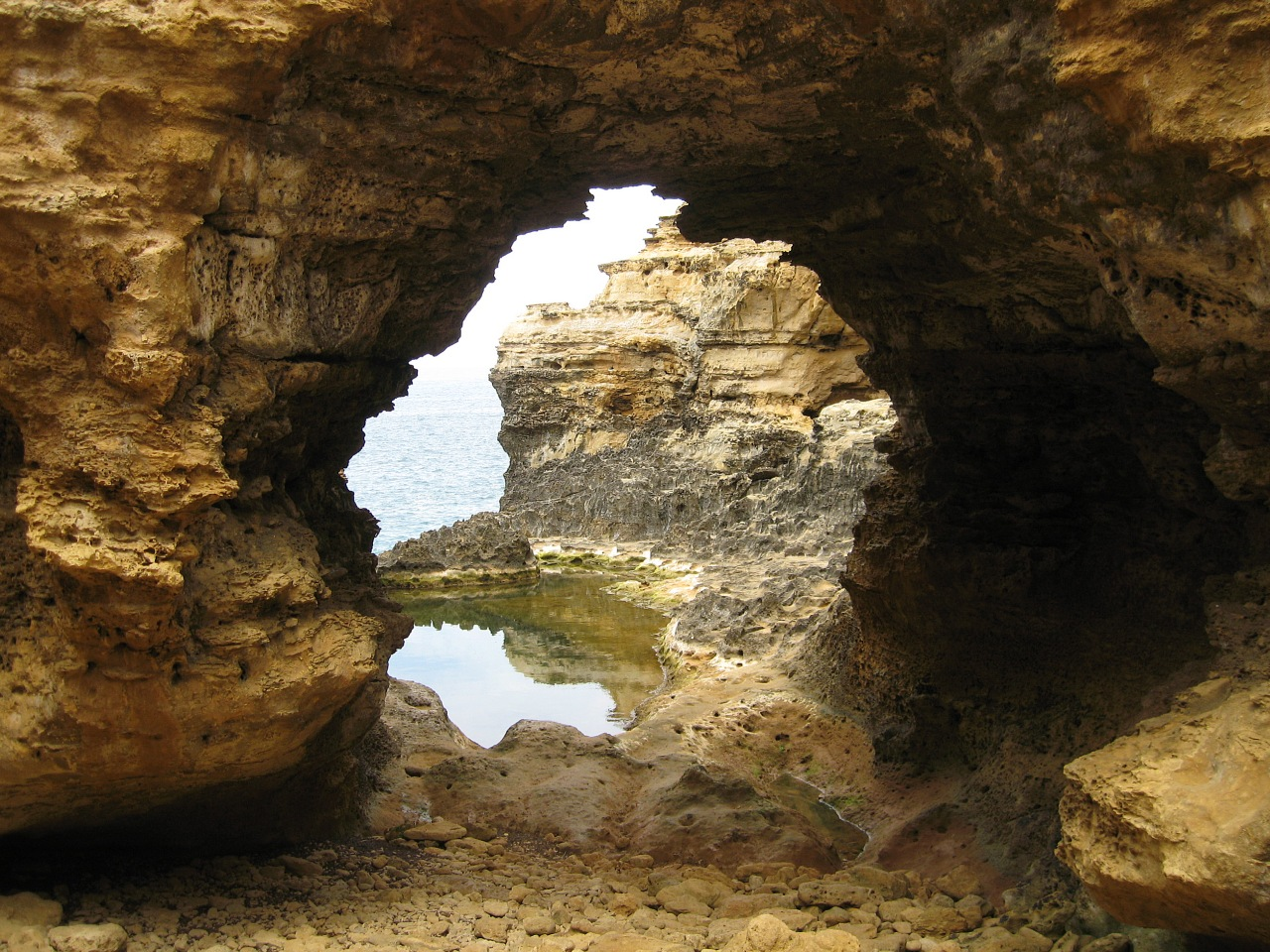
Гротто
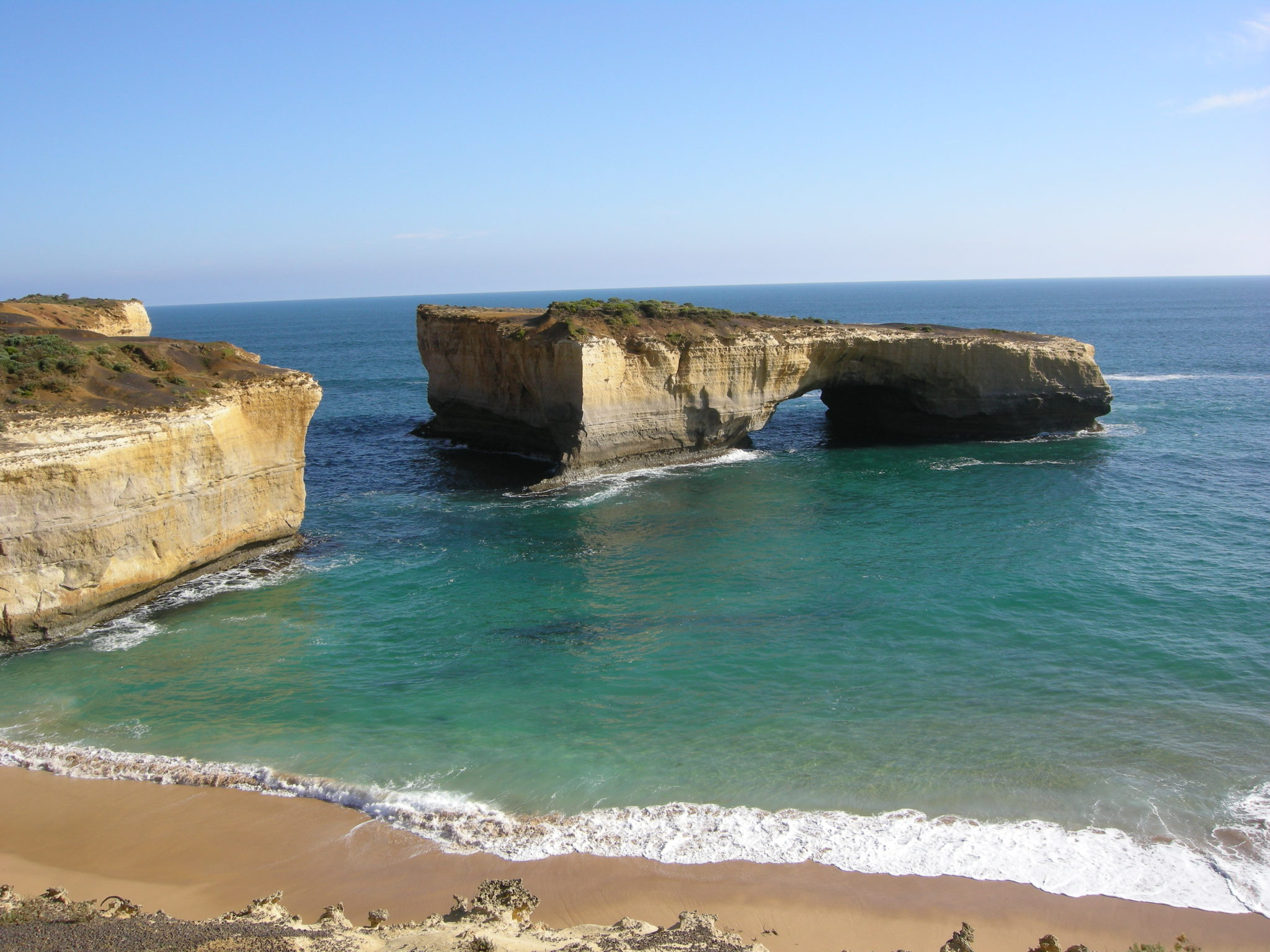
Лондонская арка
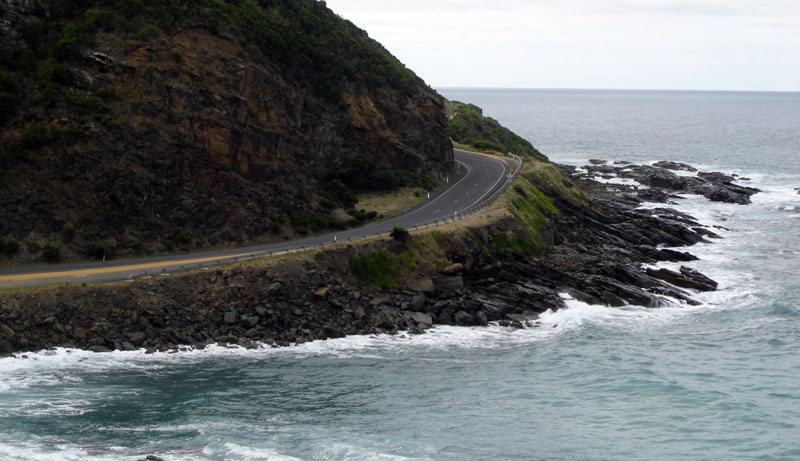